# Flectonotus
Flectonotus (Miranda-Ribeiro, 1926) è un genere di anfibi della famiglia Hemiphractidae.

## Distribuzione e habitat
Il genere è presente sui pendii delle Ande della Colombia nord-orientale e dell'adiacente Venezuela; sulla Cordigliera della Costa e nella Penisola di Paria in quest'ultimo paese; nello stato di Trinidad e Tobago.

## Tassonomia
Il genere include le seguenti specie:
- Flectonotus fitzgeraldi  (Parker, 1934)
- Flectonotus pygmaeus  (Boettger, 1893)